# Tula Fernández Maqueira
María José Fernández Maqueira (Cádiz, 1965), más conocida como Tula Fernández, es profesora de lenguas clásicas  y escritora 

## Biografía
Se licenció en Filología Hispánica y Clásicas por la Universidad de Sevilla y en 2017 se doctoró en Ciencias de la Educación por la Universidad de Granada gracias a la tesis Actitudes del profesorado ante la implementación de proyectos innovadores en los centros educativos de Ceuta.
Especialista en Latín y Lengua y Literatura Española, ha trabajado en diferentes centros educativos, entre ellos el IES Clara Campoamor de Ceuta, donde fue jefa de estudios. Compagina la enseñanza de las lenguas clásicas con el área de Ciencias Sociales en el programa bilingüe British Council/MEC.

## Reconocimientos
En 2015 ganó, con sus alumnos de 4º ESO, el II Certamen Hermes de cultura clásica al mejor cortometraje en lengua moderna, y en 2016 ganó la iniciativa Grandes Profes, Grandes Iniciativas, en la categoría de fomento a la lectura, gracias al proyecto Entre dos mundos.
Finalista del Premio talento de la editorial Caligrama en 2022
Ganadora del XXII certamen de relatos " Dime que me quieres" organizado por el Ayuntamiento de Málaga 2022.
Ganadora del III Premio de relatos de Memoria Histórica y Democrática 2023 organizado por la Comisión de la Verdad de san Sebastián de los Reyes.

## Obra
- La boca de los cien besos (2018)[6]

- La inocencia de los sublimes (2021)